# Dugands miersluiper
De Dugands miersluiper (Herpsilochmus dugandi) is een zangvogel uit de familie Thamnophilidae (miervogels). Deze vogel is genoemd naar de Colombiaanse natuuronderzoeker Armando Dugand (1906-1971).

## Verspreiding en leefgebied
Deze soort komt voor in het westelijk Amazonegebied in het uiterste zuidoosten van Colombia, oostelijk Ecuador en noordoostelijk Peru.

## Status
De grootte van de populatie is niet gekwantificeerd maar de soort wordt omschreven als schaars. Op de Rode lijst van de IUCN heeft deze soort de status niet bedreigd.